# Перелік Apache–MySQL–PHP пакетів
Це перелік відомих програмних стеків AMP (Apache, MySQL/MariaDB, Perl/PHP/Python) для всіх комп'ютерних платформ; ці пакети програмного забезпечення використовуються для запуску динамічних вебсайтів або серверів. Є LAMP (для Linux); WAMP (для Windows); MAMP (для macOS) і DAMP (для Darwin); SAMP (для Solaris); і FAMP (для FreeBSD).
| Пакет                         | Платформа                    |
| ----------------------------- | ---------------------------- |
| AMPPS                         | Windows, macOS, Linux, BSD   |
| BAMP                          | BSD                          |
| BAPP                          | BSD                          |
| Bitnami LAMP Stack            | Linux                        |
| Bitnami MAMP Stack            | macOS                        |
| Стек Bitnami WAMP             | Windows                      |
| DAMP                          | Darwin                       |
| FAMP                          | FreeBSD                      |
| LAMP                          | Linux                        |
| MAMP                          | Windows, macOS               |
| TurnKey Linux Стек LAMP       | Linux (віртуальний пристрій) |
| WAMP                          | Windows                      |
| WampServer                    | Windows                      |
| WIMP                          | Windows                      |
| XAMPP                         | Windows, macOS, Linux        |
| Zend Server Community Edition | Windows, macOS, Linux, IBMI  |

## Дивіться також
- Composer